# Creuer Pola
El Pola va ser un creuer pesant de la classe Zara de la Regia Marina, que portava el nom de la ciutat italiana de Pola (ara Pula, Croàcia). Va ser construït a la drassana Odero Terni Orlando de Livorno a principis dels anys 30 i va entrar en servei el 1932. Va ser el quart i últim vaixell de la classe, que també incloïa el Zara, el Fiume i el Gorizia. En comparació amb els seus germans, el Pola es va construir com a vaixell insígnia amb una torre de comandament més gran per acollir l'estat major d'un almirall. Com les seves germanes, estava armat amb una bateria de vuit canons de 203 mil·límetres (8,0 polzades) i era capaç d'aconseguir una velocitat màxima de 32 nusos (59 km/h; 37 mph).
El Pola va servir inicialment com a vaixell insígnia del 2n Esquadró, i el 1940 va dirigir l'esquadra durant les batalles de Calàbria i del cap Spartivento, al juliol i al novembre, respectivament. Durant aquest darrer enfrontament, va lluitar breument contra el creuer britànic HMS Berwick. Posteriorment, el Pola va ser reassignat a la 3a Divisió, juntament amb els seus tres vaixells germans. El vaixell va participar en la batalla del cap Matapan a finals de març de 1941. Durant la batalla, va ser inhabilitat per un torpede aeri britànic. Més tard, en un ferotge combat nocturn a primera hora del 29 de març, el Pola, el Zara, el Fiume i dos destructors van ser enfonsats per la flota britànica de la Mediterrània amb grans pèrdues de vides.

## Disseny

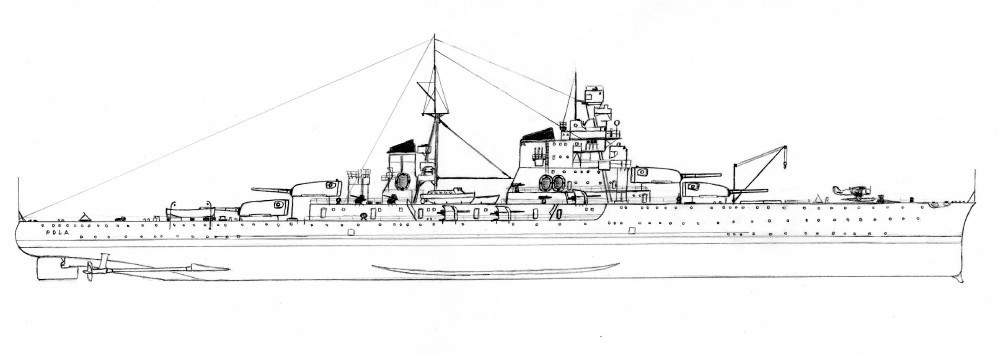
Dibuix de perfil del Pola

El Pola tenia una eslora total de 182,8 metres, amb una mànega de 20,62m i un calat de 7,2m. Va desplaçava 14.133 tones llargues (14.360 t) a plena càrrega, encara que el seu desplaçament estava nominalment dins de la restricció de 10.000 tones llargues (10.000 t) establerta pel Tractat Naval de Washington. La seva central elèctrica consistia en dues turbines de vapor Parsons accionades per vuit calderes Yarrow alimentades amb petroli, que estaven encaixades en dos embuts al mig del vaixell. Els seus motors tenien una potència de 95.000 cavalls (71.000 kW) i va produir una velocitat màxima de 32 nusos (59 km/h; 37 mph). Tenia una tripulació de 841 oficials i soldats. El Pola va ser dissenyat per funcionar com un vaixell insígnia d'esquadró, per la qual cosa la seva superestructura davantera era més gran que la dels seus germans, i va ser carenada a l'embut de proa.
Estava protegida amb un cinturó blindat de 150 mm de gruix al mig del vaixell. La seva coberta blindada tenia un gruix de 70 mm a la part central del vaixell i es va reduir a 20 mm a cada extrem. Les torretes de canó tenien un revestiment de 150 mm de gruix a les cares i les barbetes on s'asseien també tenien 150 mm de gruix. La torre de control principal tenia costats de 150 mm de gruix.
El Pola estava armat amb una bateria principal de vuit canons Mod 29 de calibre 53 de 203 mm en quatre torretes de canons. Les torretes estaven disposades en parelles superfire cap endavant i popa. La defensa antiaèria era proporcionada per una bateria de setze canons de 100mm/47 en muntatges dobles, quatre canons canons Vickers-Terni 40mm/39 en muntures individuals i vuit canons de 12,7 mm (0,50 polzades) en muntures dobles. Portava un parell d'hidroavions IMAM Ro.43 per al reconeixement aeri; l'hangar estava situat sota el castell de proa i es va muntar una catapulta fixa a la línia central a la proa.
La bateria secundària del Pola va ser revisada diverses vegades durant la seva carrera. Dos dels canons de 100 mm i tots els canons de 40 mm i 12,7 mm es van retirar a finals de la dècada de 1930 i es van instal·lar al seu lloc vuit de 37 mm de cal. 54 i vuit canons de 13,2 mm. Dos obusos de bengales de 120 mm cal. 15 es van afegir el 1940.

## Història

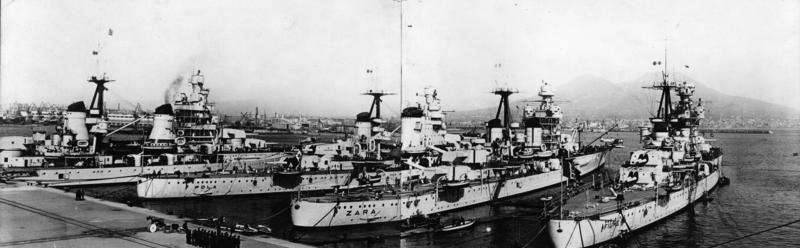
El Pola (tercer des de la dreta) juntament amb el Zara i el Fiume a Nàpols el 1938

El Pola, anomenada així per la ciutat homònima presa per Itàlia després de la Primera Guerra Mundial, va ser instal·lat a la drassana Odero-Terni-Orlando de Livorno el 17 de març de 1931 i va ser avarat el 5 de desembre d'aquell any. Els treballs d'acondicionament van continuar ràpidament, i el nou creuer va entrar en servei poc més d'un any després en la seva posada en servei el 21 de desembre de 1932. El Pola va participar en una revista naval al golf de Nàpols, on va acollir el dictador feixista d'Itàlia, Benito Mussolini, del 6 al 7 de juliol de 1933. El 29 de juliol de 1934 se li va donar formalment la seva bandera de batalla en una cerimònia a la seva ciutat homònima. El 3 de setembre de 1936 va salpar de Gaeta amb destinació a les aigües espanyoles; després va començar una patrulla sense intervenció durant la Guerra Civil Espanyola. Del 10 de setembre al 3 d'octubre va estar destinada a Palma per salvaguardar-hi els interessos italians. El Pola va tornar a Gaeta el 4 d'octubre.
El Pola va fer un curt creuer a la Líbia italiana del 10 al 12 de març de 1937, amb Mussolini a bord. El 7 de juny, va participar en una revista naval al golf de Nàpols celebrada per al mariscal de camp alemany Werner von Blomberg. Una altra revista va tenir lloc el 5 de maig de 1938 quan el dictador alemany Adolf Hitler va fer una visita d'estat a Itàlia. El 7 de març de 1939, el Pola i els seus germans van salpar de Tàrent per interceptar un esquadró de vaixells de guerra republicans espanyols, tres creuers i vuit destructors, que intentaven arribar al mar Negre. Els vaixells italians van rebre l'ordre de no obrir foc sinó simplement d'intentar impedir el progrés dels vaixells espanyols i obligar-los a atracar a Augusta, Sicília. El comandant espanyol es va negar i es va dirigir a Bizerta a la Tunísia francesa, on van ser internats els seus vaixells. El mes següent, del 7 al 9 d'abril, el Pola va oferir suport de trets a les forces italianes que ocupaven Albània.

### Segona Guerra Mundial
A l'entrada d'Itàlia a la Segona Guerra Mundial el 10 de juny de 1940, el Pola (a les ordres del capità de vaixell Manlio De Pisa des del 3 d'agost de 1939) va ser assignat com a vaixell insígnia de l'almirall Riccardo Paladini, comandant del 2n Esquadró, que també incloïa els dos creuers de classe Trento a la 2a Divisió, tres creuers lleugers a la 7a. Divisió, i disset destructors. La primera operació bèl·lica del Pola va ser cobrir un grup de dragamines la nit del 10 a l'11 de juny. Va reposar a Messina i va marxar el 12 de juny, juntament amb la resta de la 2a Esquadra i la 1a Esquadra. Els vaixells van sortir en resposta als atacs britànics a les posicions italianes a Líbia El 6 de juliol, el Pola i la resta del 2n Esquadró van escortar un comboi amb destinació al nord d'Àfrica; l'endemà, el reconeixement italià va informar que un esquadró de creuers britànic havia arribat a Malta. Per tant, l'alt comandament naval italià va ordenar a diversos creuers i destructors del 1r Esquadró que s'unís a l'escorta del comboi. Els cuirassats Conte di Cavour i Giulio Cesare van proporcionar suport llunyà. Dos dies després, els cuirassats italians es van enfrontar breument amb la flota britànica de la Mediterrània en una acció poc concloent davant de Calàbria. Durant l'acció, el Pola es va enfrontar amb creuers britànics però cap dels dos bàndols va anotar cap cop. Del 30 de juliol a l'1 d'agost, el Pola, el Trento i el Gorizia van escortar un comboi cap a Líbia. El 16 d'agost va dur a terme un entrenament de foc real a Nàpols, i al final del mes va ser traslladada de Nàpols a Tàrent.
A finals de setembre, la flota italiana, inclosa el Pola, va fer una escombrada per a un comboi de tropes britàniques des d'Alexandria a Malta, però no va entrar en contacte amb els vaixells britànics. L'1 de novembre, Mussolini va visitar el vaixell a Tàrent. El Pola estava present al port de Tàrent quan la flota britànica va llançar l'atac nocturn de portaavions a Tàrent la nit de l'11 al 12 de novembre, però no va ser atacada en l'atac. El i la resta de la flota van marxar cap a Nàpols l'endemà al matí. Un altre intent d'interceptar un comboi britànic a finals de novembre va donar lloc a la batalla del cap Spartivento. La flota italiana va sortir del port el 26 de novembre i mentre es dirigia cap a la flota britànica, el Pola i el cuirassat Vittorio Veneto van ser atacats pels torpediners Swordfish del portaavions HMS Ark Royal, però ambdós vaixells van esquivar els torpedes. Les dues flotes es van enfrontar llavors en un enfrontament que va durar aproximadament una hora. Segons algunes fonts, els dos cops de 203 mm al creuer britànic HMS Berwick que van desactivar una de les seves torres de bateria principals van ser disparats pel Pola. Altres autors afirmen en canvi que el Berwick va ser realment danyat pels canons principals del germà del Pola, el creuer pesant Fiume. L'almirall Inigo Campioni va interrompre l'acció perquè creia erròniament que s'enfrontava a una força superior, fruit d'un mal reconeixement aeri.
La flota italiana es va reorganitzar el 9 de desembre, i el Pola es va unir als seus tres vaixells germans a la 3a Divisió del 1r Esquadró, que ara estava comandada per l'almirall Angelo Iachino. El 14 de desembre, un atac aeri britànic a Nàpols va danyar lleugerament el Pola. Dues bombes van colpejar el vaixell, ambdues al mig del vaixell a babord. Els cops van danyar tres de les calderes del vaixell i van provocar importants inundacions i 55 baixes entre morts i ferits entre la tripulació (incloent el segon al comandament, el capità de fragata Oliviero Diana, greument ferit) i diversos danys, inclosa una esquerda al casc. El Pola va ser al dic sec el 16 de desembre per a treballs de reparació que van durar fins al 7 de febrer de 1941. El comandament va romandre en mans del capità De Pisa i el segon al comandament va ser substituït pel capità de fragata Silvano Brengola. Va tornar a Tàrent el 13 de febrer i es va unir al Zara i al Fiume per a grans maniobres davant de Tàrent de l'11 al 17 de març. Va seguir una operació d'entrenament nocturn del 23 al 24 de març.

#### Batalla del cap Matapan

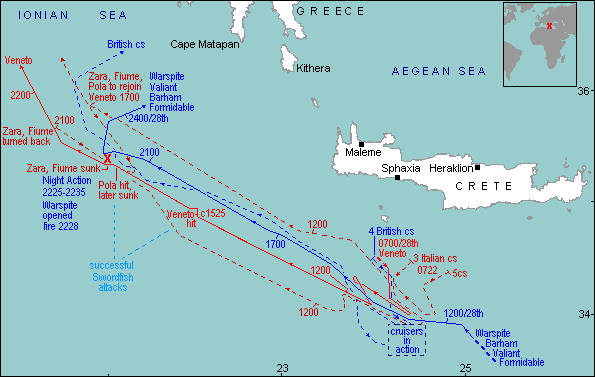
Mapa dels moviments de les flotes italiana i britànica durant la batalla del cap Matapan

La flota italiana va fer un altre intent d'interceptar un comboi britànic a la Mediterrània oriental al sud de Creta a finals de març. Aquesta operació va donar lloc a la batalla del cap Matapan del 27 al 29 de març. Durant la major part del combat diürn, el Pola i la resta de la 3a Divisió estaven estacionats al costat desenganxat de la flota italiana, per la qual cosa no van veure acció durant aquesta fase. El Vittorio Veneto va ser torpedinat per avions britànics del portaavions Formidable i es va veure obligat a retirar-se, i la 3a Divisió va romandre a babord de la flota italiana per protegir-se d'un altre possible atac britànic. Un segon atac aeri britànic més tard al mateix dia no va poder localitzar el retirat Vittorio Veneto i, en canvi, va anotar un sol cop de torpede sobre el Pola, colpejant-lo al mig del vaixell a estribord. En la confusió de l'atac, el Pola havia estat a punt de xocar amb el Fiume i s'havia vist obligada a aturar-se, fet que li havia impedit prendre mesures evasives. El dany va omplir d'aigua tres compartiments i va desactivar cinc de les seves calderes i la línia principal de vapor que alimentava les turbines, posant fora d'ús tant el motor com el sistema elèctric i deixant-lo immobilitzat enmig del mar; el vaixell, pràcticament a la deriva, anava agafant aigua i, sense electricitat, no podia moure les torres de canons ja que les torretes eren impossibles de moure a causa de la pèrdua de potència.
Iachino no va ser conscient de la difícil situació del Pola fins a les 20:10 del 28 de març; en conèixer la situació va separar el Fiume, el Zara i quatre destructors per protegir el Pola. Al mateix temps, el creuer britànic HMS Orion va detectar el Pola al seu radar i va informar de la seva ubicació. La flota britànica, centrada en els cuirassats Valiant, Warspite i Barham, es trobava en aquest punt a només 50 milles nàutiques (93 km; 58 milles) de distància. Els vaixells britànics, guiats pel radar, es van apropar als italians; a les 22:10, el Pola estava només a unes 6 milles nàutiques (11 km; 6,9 milles) del Valiant. Els vigies del creuer italià paralitzat van veure formes que s'acostaven i van suposar que eren vaixells amics, així que van disparar una bengala vermella per guiar-los. Gairebé vint minuts després, els britànics van il·luminar primer el Zara i després el Fiume amb els seus reflectors; els cuirassats britànics van eliminar el Fiume, el Zara i dos destructors en un enfrontament a boca de canó.
En un principi, el Pola es va quedar sol durant l'acció, i el seu capità, suposant que el seu vaixell seria el següent objectiu (i incapaç de tornar el foc), va ordenar a la seva tripulació que obrís les vàlvules de mar i abandonés el vaixell. Uns deu minuts després de la mitjanit, el destructor Havock va descobrir el Pola, encara sense energia, a la foscor. Una flotilla de destructors britànics es va precipitar al lloc dels fets, primer descobrint el Zara abandonat, que encara flotava; va ser torpedinat i enfonsat pel destructor Jervis. A continuació, el Jervis es va apropar al Pola amb la intenció de torpedinar-lo, però en veure que de la unitat no hi havia indicis d'hostilitat, el comandant britànic va donar l'ordre de flanquejar el vaixell italià per rescatar la seva tripulació. Els britànics van informar que havien trobat certa confusió entre la tripulació del creuer: quan el creuer va ser colpejat, diversos homes havien saltat per la borda, convençuts que el vaixell estava a punt d'enfonsar-se; més tard molts d'aquests homes havien estat recuperats a bord, però el contacte amb l'aigua congelada havia començat a produir casos de congelació i per escalfar-se molts d'ells es van treure l'uniforme mullat i van ingerir grans quantitats d'alcohol. Les imatges de grups de mariners mig nus i borratxos, doncs, van fer pensar als britànics que el a la unitat italiana hi regnava la indisciplina. El Jervis va treure els 22 oficials (inclosos els comandants De Pisa i Brengola) i 236 soldats supervivents del Pola. Aleshores, el destructor HMS Nubian va torpedinar el vaixell mentre el Jervis l'il·luminava amb els seus reflectors. Les santabàrbares del Pola van explotar i es va enfonsar a les 04:03 del 29 de març. Un total de 328 homes van enfonsar-se amb el vaixell. El Pola va ser formalment eliminat del registre naval el 18 d'octubre de 1946.
En termes percentuals, les pèrdues de Pola van ser inferiors a les de la resta d'unitats, però encara es va registrar un gran nombre de baixes: 328 homes van morir de 1041 embarcats. Tots els supervivents, inclòs el comandant De Pisa, van ser fets presoners.
Durant el conflicte, el creuer va dur a terme dotze missions de guerra per un total de 13.174 milles nàutiques.

## Comandants
- capità de vaixell Pietro Barone (1 de gener de 1933 - 2 de març de 1934);
- capità de vaixell Alberto Lais (3 de març de 1934 - 14 de març de 1936);
- capità de vaixell Antonio Legnani (15 de març - 17 de novembre de 1936);
- capità de vaixell Amedeo Nomis di Pollone (18 de novembre de 1936 - 31 de maig de 1938);
- capità de vaixell Carlo Balsamo di Specchia (1 de juny de - 15 de setembre de 1938);
- capità de vaixell Franco Maugeri (16 de setembre de 1938 - 2 d'agost de 1939);
- capità de vaixell Manlio De Pisa (3 d'agost de 1939 - 29 de març de 1941).